# Hypselocara altissimum
Hypselocara altissimum là một loài nhện trong họ Linyphiidae. Loài này được phát hiện ở Venezuela.